# Kornon
Kornon (případně cornon) je velmi zvučný dechový hudební nástroj se širokým rozsahem používaný jako lesní roh v pěší nebo jízdní armádní hudbě.
Nástroj zkonstruoval a obchodoval věhlasný český výrobce hudebních nástrojů Václav František Červený. Existovalo několik variant ve tvaru tuby, elipsy, půlelilpsy nebo heligónu se třemi válcovými nebo pístovými ventily. Roku 1846 byl také vyroben jeden basový kus laděný v F a v roce 1872 přibyly také altový, tenorový, basový a kontrabasový kornon laděné v Es.